# The Reason (Beanie Sigel)
The Reason è il secondo album in studio del rapper statunitense Beanie Sigel, pubblicato il 26 giugno 2001. Distribuito dalla label Roc-A-Fella, vede la collaborazione di artisti come Jay-Z, Kurupt, Scarface e Memphis Bleek. Jay-Z è inoltre uno dei produttori esecutivi del disco. Lavorano alle basi, tra gli altri, Kanye West, No I.D. e Just Blaze.
The Reason riscontra un discreto successo commerciale, raggiungendo il quinto posto nella Billboard 200 e il secondo posto nella Top R&B/Hip Hop album, eguagliando le classifiche del precedente lavoro di Sigel, The Truth.
L'album riceve recensioni mediocri: RapRewiews gli assegna 7.5/10, Entertainment Weekly una "B+", NME 4 stelle su 5, AllMusic, HipHopDX, e la rivista Q 3 stelle su 5, il Los Angeles Times 2 stelle su 4 e il critico musicale Robert Christgau considera The Reason un fallimento.
| Recensione           | Giudizio |
| -------------------- | -------- |
| AllMusic             | [ 1 ]    |
| RapReviews           | [ 2 ]    |
| Robert Christgau     | flop     |
| Entertainment Weekly | B+       |
| HipHopDX             | [ 5 ]    |
| NME                  | [ 4 ]    |
| Q                    | [ 6 ]    |
| Los Angeles Times    | [ 7 ]    |

## Tracce
1. Nothing Like It – 3:22 (musica: Kanye West)
2. Beanie (Mack Bitch) – 4:13 (musica: Just Blaze)
3. So What You Saying (featuring Memphis Bleek) – 5:06 (musica: Just Blaze)
4. Get Down – 4:58 (musica: Just Blaze)
5. I Don't Do Much – 4:40 (musica: Rick Rock)
6. Fuck My Nigga (featuring Daz Dillinger) – 4:13 (musica: Rick Rock)
7. Watch Your Bitches – 3:46 (musica: 88-Keys)
8. Think It's a Game (featuring Freeway, Jay-Z & Young Chris) – 5:33 (musica: "Big Demi", Karl Patrick Co-produttore.)
9. Man's World – 3:50 (musica: No I.D.)
10. Gangsta, Gangsta (featuring Kurupt) – 3:41 (musica: Kanye West)
11. Tales of a Hustler (featuring Sparks) – 3:55 (musica: Sha-Self)
12. Mom Praying (featuring Scarface) – 4:40 (musica: Just Blaze)
13. Still Got Love For You (featuring Jay-Z & Reil) – 4:21 (musica: Just Blaze)
14. What Your Life Like 2 – 4:23 (musica: Just Blaze)

## Classifiche

### Classifiche settimanali
| Classifica (2001)         | Posizione massima |
| ------------------------- | ----------------- |
| Stati Uniti               | 5                 |
| US Top R&B/Hip-Hop Albums | 2                 |

### Classifiche di fine anno
| Classifica (2001)         | Posizione massima |
| ------------------------- | ----------------- |
| Stati Uniti               | 189               |
| US Top R&B/Hip-Hop Albums | 56                |